# Perusoma recurvatum
Perusoma recurvatum är en mångfotingart som beskrevs av Karl Wilhelm Verhoeff 1941. Perusoma recurvatum ingår i släktet Perusoma och familjen orangeridubbelfotingar. Inga underarter finns listade i Catalogue of Life.